# More Scotia
More Scotia je more koje je smješteno djelomično u Južnom oceanu, a većim dijelom u Atlantskom oceanu.
More Scotia je okruženo otocima Ognjena zemlja, Južna Georgia, otočjem Južni Sandwich, otočjem Južni Orkney, skupinama malih stjenovitih otoka i hridi Shag Rocks, Black Rock i Clerke Rocks, i Antarktičkim poluotokom. Na zapadu se more Scotia proteže do Drakeovog prolaza.
More prekriva površinu od otprilike 900,000 km2 i nalazi se nad polovicom tektonske ploče, Skošanskom pločom.

## Etimologija
More je dobilo ime prema istoimenom škotskom istraživačkom brodu, koji je prevozio Nacionalnu Škotsku Antarktičku Ekspediciju (1902. – 04.) pod zapovjedništvom William S. Brucea.

## Vanjske poveznice
|  | Zajednički poslužitelj ima još gradiva o temi More Scotia |